# Asterix és Cézár ajándéka
Az Asterix és Cézár ajándéka (eredeti cím: Astérix et la surprise de César) 1985-ben bemutatott francia rajzfilm, amely az Asterix-sorozat negyedik része. Az animációs játékfilm rendezője Gaëtan és Paul Brizzi, producere Yannik Piel. A forgatókönyvet René Goscinny és Albert Uderzo képregénye alapján Pierre Tchernia írta, zenéjét Vladimir Cosma szerezte. A mozifilm a Dargaud Films gyártásában készült, a Gaumont forgalmazta. Műfaja kalandos filmvígjáték.
Franciaországban 1985. december 11-én, Magyarországon 1988. május 26-án mutatták be a mozikban, új magyar szinkronnal 1997 januárján adták ki VHS-en.

## Szereplők
| Szereplő                      | Eredeti hang                            | Magyar hang                             | Magyar hang                                   |
| Szereplő                      | Eredeti hang                            | 1. magyar szinkron (Helikon Film, 1988) | 2. magyar szinkron (Premier, 1996)            |
| ----------------------------- | --------------------------------------- | --------------------------------------- | --------------------------------------------- |
| Asterix                       | Roger Carel                             | Szombathy Gyula                         | Csuha Lajos                                   |
| Obelix                        | Pierre Tornade                          | Benkóczy Zoltán                         | Ujlaki Dénes                                  |
| Caius Obtus                   | Pierre Mondy                            | ?                                       | Horányi László                                |
| Iulius Caesar                 | Serge Sauvion                           | Gruber Hugó                             | Kiss Gábor                                    |
| Panoramix                     | Henri Labussiere                        | Harkányi Endre                          | Dobránszky Zoltán                             |
| Falbala                       | Séverine Morisot Danielle Licari (ének) | ?                                       | Roatis Andrea                                 |
| Tragicomix                    | Thierry Ragueneau                       | ?                                       | F. Nagy Zoltán                                |
| Abraracourcix                 | Jean-Pierre Darras                      | Vajda László                            | Szűcs Sándor                                  |
| Briseradius                   | Roger Lumont                            | ?                                       | Kárpáti Levente                               |
| Terminus                      | Pierre Tchernia                         | ?                                       | Megyeri János                                 |
| Superbus                      | Patrick Préjean                         | ?                                       | Kiss Gábor (1. hang) Katona Zoltán (2. hang)  |
| Római táborvezető             | Henri Poirier                           | ?                                       | Végh Ferenc                                   |
| Sivatagi rablóvezér           | Michel Gatineau                         | ?                                       | Végh Ferenc                                   |
| Vapetimus, centurio           | Michel Barbey                           | ?                                       | Teizi Gyula                                   |
| Farfelus, rabszolga kereskedő | Philippe Dumat                          | ?                                       | Teizi Gyula                                   |
| Római őrszem                  | N/A                                     | ?                                       | Vizy György (1. hang) Katona Zoltán (2. hang) |

További magyar hangok (2. magyar szinkronban): F. Nagy Zoltán, Katona Zoltán, Kiss Gábor, Végh Ferenc

## Televíziós megjelenések
Új magyar szinkronnal az alábbi televíziókban vetítették le:
- RTL Klub, Minimax
- M2